# The Pillar of Autumn
El Baluarte de Otoño, o UNSC Pillar of Autumn (UNSC POA, UNSC PoA, UNSC PA o UNSC P/A), comúnmente conocido como The Pillar of Autumn (POA, PoA, PA o P/A) (en español Pilar de Otoño, traducido como Pilarofautum, The Pillar of Autumn "nave espacial UNSC"), o simplemente Autumn o Pillar, es un crucero ligeramente modificado clase Halcyon, en el videojuego Halo: Combat Evolved, Halo 1 o Halo CE.

## Historia
La nave comenzó su servicio en el año 2510, poco después en el año 2550 la nave fue modificada agregándole un Cañón de Aceleración Magnética (MAC), misiles Archer y una capa importante de blindaje para la guerra humana contra el Covenant. La nave luchó en la batalla por Reach pero a última instancia dio un salto espacial a cualquier punto del espacio para evitar que la flota del Covenant llegue a la Tierra, la maniobra funcionó.
El Pillar of Autumn estaba cerca a un planeta que estaba orbitado por una estructura espacial en forma de anillo llamada Halo, poco después la nave fue seriamente averiada, abordada y finalmente evacuada aunque una pequeña parte de la tripulación se quedó allí controlando la nave bajo el mando del capitán Jacob Keyes estrellándola (Manteniendo la estructura exterior e interior casi intacta) cerca de lo que parece ser un cañón.
Luego de eso el Pillar of Autumn fue plagado por los Flood pero el Covenant llegó hasta allí y comenzó a luchar contra esos parásitos, finalmente en medio de una tenaz batalla entre el Covenant y los Flood, Jefe Maestro destruye los reactores de fusión y escapó, en un interceptor Longsword, de Halo antes de que este estallase por la explosión del Pillar of Autumn. Actualmente está destruido y quizá se halle orbitando junto con los restos de Halo algún planeta.

## Algunos datos
- Luego de estrellarse en Halo, los supervivientes transformaron la nave en la Base Alpha de la resistencia, pero poco antes de la llegada del Jefe Maestro a la nave (al comienzo del nivel "Las Fauces") la base entera fue plagada por los Flood y atacada por el Covenant, escapando vivos un Pelican y unos interceptores Longsword.
- Aunque en el juego no se ven, el Pillar of Autumn sí estuvo dotado con un pelotón de ODST. No se ven en el juego debido a que el concepto de ODST no fue desarrollado hasta Halo 2, pero oficialmente, un grupo de ODST participaron en el ataque al Cartógrafo Silencioso, y en el abordaje al Verdad y Reconciliación.
- En realidad, el modelo usado para el Pillar of Autumn no se mueve, durante las cinemáticas del primer nivel de Halo 1. Sin embargo, la cámara y el fondo se mueven de forma que dan la impresión de que la nave sí se mueve y no el resto.